# Bah Oury
Oury Bah (Pita, 1958) è un politico guineano.
È stato nominato Primo ministro della Guinea il 27 febbraio 2024.